# شیفاک ابریشمی
 شیفاک ابریشمی (نام علمی: Propithecus candidus) نام یک گونه از سرده شیفاک است.